# Cornelius Gurlitt (compositeur)
Pour les articles homonymes, voir Gurlitt.
Cornelius Gurlitt, né le 10 février 1820 à Altona, où il est mort le 27 juin 1901, est un compositeur et organiste allemand. Il est un camarade du compositeur Carl Reinecke, dont le père dirige le Conservatoire de Leipzig.

## Biographie
Le père de Reinecke a été le professeur de Gurlitt pendant six ans. À 17 ans, Gurlitt réalise sa première apparition publique, qui est bien accueillie. Il décide de continuer ses études à Copenhague. Il y étudie l'orgue, le piano et la composition avec Curlander et Christoph Ernst Friedrich Weyse. C'est à cette époque qu'il fait la connaissance du compositeur danois Niels Wilhelm Gade. Ils resteront amis jusqu'à la disparition de ce dernier.
En 1842, Gurlitt s'installe à Hirschholm, près de Copenhague. Il y reste quatre ans. Il emménage alors à Leipzig où Gade était devenu directeur musical du Gewandhaus. Il voyage par la suite à Rome, où son frère, Louis Gurlitt, peintre bien connu, étudiait.
Les talents de musicien de Gurlitt sont rapidement reconnus à Rome, et il est nommé membre honoraire de l'Accademia Nazionale di Santa Cecilia. En 1855, il est nommé professeur de musique dans cette même académie. À Rome, il étudie également la peinture avec beaucoup de réussite. À son retour à Altona, le duc d'Augustenbourg le choisit comme précepteur de trois de ses filles. Lorsque la première Guerre des Duchés éclate, en 1849, il devient chef d'une fanfare militaire. En 1864, il est nommé organiste de la cathédrale d'Altona, poste qu'il occupe jusqu'en 1898.
Il a composé beaucoup de pièces pédagogiques pour piano (dont d'assez nombreuses pièces pour plusieurs pianistes).
Il meurt à Altona en 1901 et enterré dans le cimetière de Norderreihe (de). Il a publié 241 numéros d'opus.

## Œuvres
- Die römische Mauer, opéra (1860)
- Scheik Hassan, opéra, jamais représenté
- 3 sonates pour violon et piano
- 3 sonates pour violoncelle et piano
- Nombreuses pièces pour le piano, dont :
  - Petite marche
  - Novelette